# Gran Premio di superbike di Mosport 1990
Il Gran Premio di Superbike di Mosport 1990 è stato disputato il 3 giugno sul circuito di Mosport Park e ha visto la vittoria di Raymond Roche in gara 1, lo stesso pilota si è poi ripetuto in gara 2.

## Risultati

### Gara 1

#### Arrivati al traguardo[3]
| Pos. | Nº  | Pilota                     | Motocicletta | Tempo     | Griglia | Punti |
| ---- | --- | -------------------------- | ------------ | --------- | ------- | ----- |
| 1º   | 3   | Raymond Roche              | Ducati       | 36:32.597 | 2º      | 20    |
| 2º   | 34  | Jamie James                | Ducati       | +0:00.412 | 3º      | 17    |
| 3º   | 4   | Fabrizio Pirovano          | Yamaha       | +0:00.462 | 7º      | 15    |
| 4º   | 7   | Terry Rymer                | Yamaha       | +0:02.575 | 4º      | 13    |
| 5º   | 1   | Fred Merkel                | Honda        | +0:02.774 | 8º      | 11    |
| 6º   | 2   | Stéphane Mertens           | Honda        | +0:06.952 | 5º      | 10    |
| 7º   | 8   | Baldassarre Monti          | Honda        | +0:07.052 | 6º      | 9     |
| 8º   | 41  | Michel Mercier             | Yamaha       | +0:07.285 | 13º     | 8     |
| 9º   | 9   | Jari Suhonen               | Yamaha       | +0:08.465 | 14º     | 7     |
| 10º  | 5   | Anders Andersson           | Yamaha       | +0:08.536 | 10º     | 6     |
| 11º  | 19  | Robert McElnea             | Yamaha       | +0:10.871 | 9º      | 5     |
| 12º  | 97  | Miguel Duhamel             | Suzuki       | +0:20.578 | 11º     | 4     |
| 13º  | 44  | Pascal Picotte             | Yamaha       | +0:20.616 | 12º     | 3     |
| 14º  | 35  | Tom Kipp                   | Yamaha       | +0:40.808 | 18º     | 2     |
| 15º  | 30  | René Delaby                | Honda        | +1:00.433 | 20º     | 1     |
| 16º  | 11  | Robert Phillis             | Kawasaki     | +1:02.069 | 15º     |       |
| 17º  | 32  | Bruno Bonhuil              | Honda        | +1:14.503 | 19º     |       |
| 18º  | 43  | Tom Douglas                | Yamaha       | +1 giro   | 22º     |       |
| 19º  | 109 | Clyde Macdonald            | Suzuki       | +1 giro   | 26º     |       |
| 20º  | 91  | David Kieffer              | Honda        | +2 giri   | 27º     |       |
| 21º  | 121 | Oldrich Schmuttermeier Jr. | Suzuki       | +2 giri   | 28º     |       |
| 22º  | 57  | Don Vance                  | Suzuki       | +3 giri   | 29º     |       |

#### Ritirati
| Nº  | Pilota               | Motocicletta | Giri     | Griglia |
| --- | -------------------- | ------------ | -------- | ------- |
| 39  | James Adamo          | Ducati       | +8 giri  | 23º     |
| 17  | Davide Tardozzi      | Ducati       | +9 giri  | 21º     |
| 6   | Giancarlo Falappa    | Ducati       | +10 giri | 1º      |
| 999 | Jacques Guenette Jr. | Yamaha       | +10 giri | 25º     |
| 38  | Linnley Clarke       | Kawasaki     | +11 giri | 24º     |
| 42  | Jon Cornwell         | Suzuki       | +22 giri | 17º     |

### Gara 2

#### Arrivati al traguardo[4]
| Pos. | Nº  | Pilota                     | Motocicletta | Tempo     | Griglia | Punti |
| ---- | --- | -------------------------- | ------------ | --------- | ------- | ----- |
| 1º   | 3   | Raymond Roche              | Ducati       | 36:11.990 | 2º      | 20    |
| 2º   | 34  | Jamie James                | Ducati       | +0:00.119 | 3º      | 17    |
| 3º   | 2   | Stéphane Mertens           | Honda        | +0:00.446 | 5º      | 15    |
| 4º   | 41  | Michel Mercier             | Yamaha       | +0:00.762 | 13º     | 13    |
| 5º   | 4   | Fabrizio Pirovano          | Yamaha       | +0:09.063 | 7º      | 11    |
| 6º   | 19  | Robert McElnea             | Yamaha       | +0:09.803 | 9º      | 10    |
| 7º   | 7   | Terry Rymer                | Yamaha       | +0:10.097 | 4º      | 9     |
| 8º   | 11  | Robert Phillis             | Kawasaki     | +0:19.593 | 15º     | 8     |
| 9º   | 8   | Baldassarre Monti          | Honda        | +0:19.928 | 6º      | 7     |
| 10º  | 1   | Fred Merkel                | Honda        | +0:20.241 | 8º      | 6     |
| 11º  | 5   | Anders Andersson           | Yamaha       | +0:20.463 | 10º     | 5     |
| 12º  | 44  | Pascal Picotte             | Yamaha       | +0:31.289 | 12º     | 4     |
| 13º  | 9   | Jari Suhonen               | Yamaha       | +0:38.621 | 14º     | 3     |
| 14º  | 35  | Tom Kipp                   | Yamaha       | +0:38.748 | 18º     | 2     |
| 15º  | 97  | Miguel Duhamel             | Suzuki       | +0:56.235 | 11º     | 1     |
| 16º  | 30  | René Delaby                | Honda        | +1:18.726 | 20º     |       |
| 17º  | 32  | Bruno Bonhuil              | Honda        | +1 giro   | 19º     |       |
| 18º  | 38  | Linnley Clarke             | Kawasaki     | +1 giro   | 24º     |       |
| 19º  | 109 | Clyde Macdonald            | Suzuki       | +1 giro   | 26º     |       |
| 20º  | 91  | David Kieffer              | Honda        | +2 giri   | 27º     |       |
| 21º  | 121 | Oldrich Schmuttermeier Jr. | Suzuki       | +2 giri   | 28º     |       |

#### Ritirati
| Nº | Pilota          | Motocicletta | Giri     | Griglia |
| -- | --------------- | ------------ | -------- | ------- |
| 43 | Tom Douglas     | Yamaha       | +11 giri | 22º     |
| 39 | James Adamo     | Ducati       | +16 giri | 23º     |
| 57 | Don Vance       | Suzuki       | +23 giri | 29º     |
| 17 | Davide Tardozzi | Ducati       | +24 giri | 21º     |